# Путянь
Путянь (кит. спр. 莆田市, піньїнь: Pútián Shì) — місто-округ в південнокитайській провінції Фуцзянь.

## Географія
Округа Путянь розташовується у центрально-східній частині провінції на західному березі Тайванської протоки.

### Клімат
Місто знаходиться у зоні, котра характеризується вологим субтропічним кліматом. Найтепліший місяць — липень із середньою температурою 29.3 °C (84.7 °F). Найхолодніший місяць — лютий, із середньою температурою 12.1 °С (53.8 °F).
| Клімат Путяня           | Клімат Путяня | Клімат Путяня | Клімат Путяня | Клімат Путяня | Клімат Путяня | Клімат Путяня | Клімат Путяня | Клімат Путяня | Клімат Путяня | Клімат Путяня | Клімат Путяня | Клімат Путяня | Клімат Путяня |
| Показник                | Січ.          | Лют.          | Бер.          | Квіт.         | Трав.         | Черв.         | Лип.          | Серп.         | Вер.          | Жовт.         | Лист.         | Груд.         | Рік           |
| Середня температура, °C | 12,3          | 12,1          | 14,7          | 19,3          | 23,2          | 26,4          | 29,3          | 29            | 27            | 23,4          | 19            | 14,5          | 20,9          |
| Норма опадів, мм        | 44.3          | 77.1          | 118.6         | 141.9         | 181.3         | 223           | 117.6         | 150           | 132.8         | 36.4          | 35.9          | 26.3          | 1285.2        |
| Днів з опадами          | 10,6          | 13,4          | 15,6          | 16,3          | 18,3          | 17,3          | 10,5          | 12,8          | 10,8          | 8             | 8,2           | 8,7           | 150,5         |
| Вологість повітря, %    | 74.7          | 79.1          | 80.7          | 81            | 82.8          | 83.7          | 78.2          | 78.2          | 77            | 72.7          | 72            | 72.7          | 77.7          |
| ----------------------- | ------------- | ------------- | ------------- | ------------- | ------------- | ------------- | ------------- | ------------- | ------------- | ------------- | ------------- | ------------- | ------------- |
| Джерело: Weatherbase    |               |               |               |               |               |               |               |               |               |               |               |               |               |

## Адміністративний устрій
До складу префектури входять 4 міських райони і 1 повіт.
| Карта                            | Карта    | Карта    | Карта            |
| -------------------------------- | -------- | -------- | ---------------- |
| Сянью Ченсян Ханьцзян Лічен Сююй |          |          |                  |
| Статус                           | Назва    | Оригінал | Населення (2020) |
| Район                            | Лічен    | 荔城区   | 673 935          |
| Район                            | Сююй     | 秀屿区   | 604 684          |
| Район                            | Ханьцзян | 涵江区   | 479 605          |
| Район                            | Ченсян   | 城厢区   | 547 422          |
| Повіт                            | Сянью    | 仙游县   | 905 068          |